# Ranunculus simensis
Ranunculus simensis är en ranunkelväxtart som beskrevs av Fresen. Ranunculus simensis ingår i släktet ranunkler, och familjen ranunkelväxter. Inga underarter finns listade i Catalogue of Life.